# ヨーク (ペンシルベニア州)
ヨーク（英: York）は、アメリカ合衆国ペンシルベニア州の都市。ヨーク郡の郡庁所在地である。人口は4万4800人（2020年）。薔薇戦争にならって「白バラの市」（the White Rose City）として知られる。

## 歴史

大陸会議

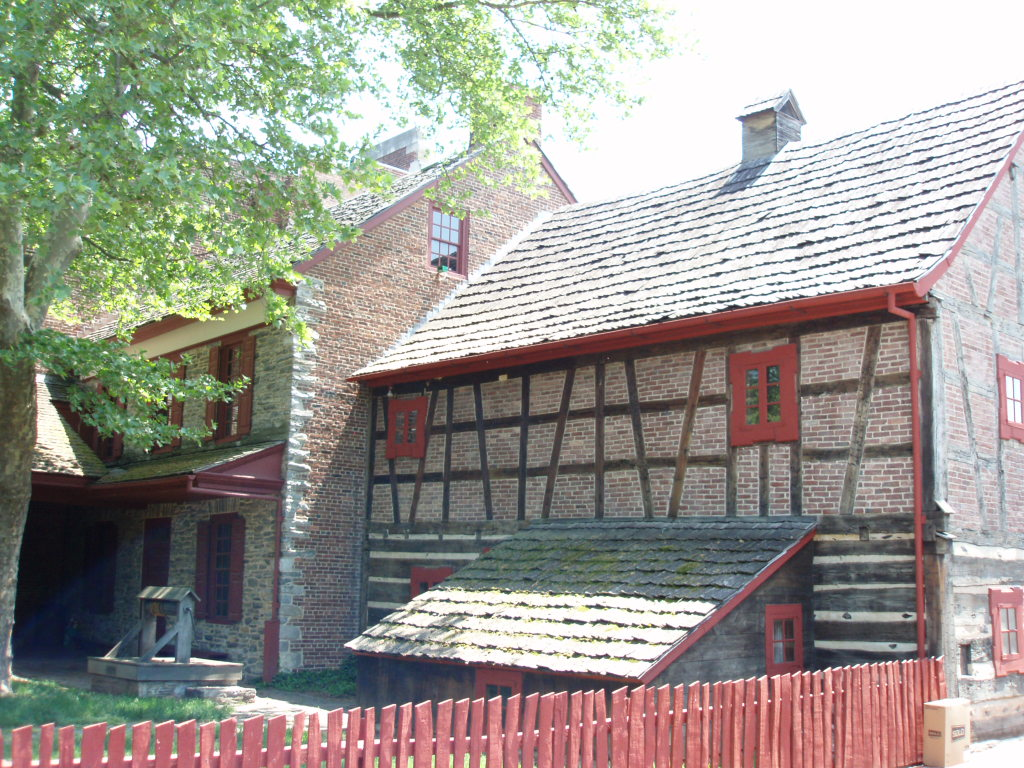
ゴールデン・プラウ

ヨークの町は1741年にフィラデルフィアから来た入植者達によって造られ、イングランドの都市と同じ名前を付けられた。1787年9月24日にはボロになり、1887年1月11日に市となった。アメリカ独立戦争中（1775年 - 1783年）に、ヨークは一時的な植民地首都となり、大陸会議が開催された。連合規約はヨークで起草され批准された。コンウェイ陰謀と呼ばれるジョージ・ワシントン将軍に対する政治的陰謀は、ヨークのゴールデン・プラウ（金の鋤）という酒場で練られた。
南北戦争中（1861年 - 1865年）、南軍に占領された北部最大の町となった。1863年6月28日から30日にかけて、南軍の少将ジュバル・アンダーソン・アーリーの師団がヨークに滞在し、ジョン・B・ゴードンの旅団がライツビルのサスケハナ川まで行軍し戻った。アーリー少将は、ロバート・E・リー将軍の命令によって西方へ向けて町を去る前に、市民や商人から食料、物資、衣類、靴それに現金28,000ドルを進貢させた。ヨークにあった合衆国陸軍病院はアンティータムの戦いやゲティスバーグの戦いで傷ついた数千の南軍兵士の看護を行った。
南北戦争以後の時代（1865年 - 1877年）、ヨークは地域農業の中心のままであったが、徐々に重要な産業の中心になってきた。例えば蒸気機関、鉄道線路の製造、製紙などが先端となった。
1998年2月2日にヨーク・インターナショナルの工場で大規模な爆発が起こった。プロパンガスの貯蔵庫から洩れたガスに引火したもので、爆発の振動は40キロメートル離れた地点でも感じられ、近くの窓ガラス破壊しドアを吹き飛ばした。約20名が爆風で負傷し、1名が死亡した。爆発は要因の交替時間であったために、被害は軽くなった。
2001年にヨーク市長のチャーリー・ロビンソンが、1969年に若い黒人女性リリー・ベル・アレンを人種暴動の中で殺害したことに関わっていたとして逮捕された。

## 地勢
ヨークは北緯39度57分46秒 西経76度43分41秒 / 北緯39.96278度 西経76.72806度 (39.962692, -76.728043) に位置する。
アメリカ合衆国統計局によれば、総面積13.6 km2（5.3 平方マイル）、陸地面積13.5 km2（5.2 平方マイル）、水域面積0.2 km2（0.1 平方マイル）であり、水域率は1.14%である。

## 人口統計
2000年国勢調査によると、ヨーク市の人口は40,282人、16,137世帯、9,246家族が住んでいる。人口密度は3,034.0人/km2（7,852.2人/平方マイル）である。家屋数は18,534軒であり、家屋密度は1,376.2軒/km2（3,561.6軒/平方マイル）である。人種構成は、白人59.75%、黒人25.13%、ネイティブ・アメリカン0.42%、アジア系1.40%、太平洋諸島出身者0.07%、他民族9.40%、2種以上の混血3.83%となっている。ヒスパニックあるいはラテン系は17.19%である。
16,137世帯があり、そのうち30.9%は18歳未満の子供と同居している。31.0%は同居している既婚者、20.6%は夫のいない女性の世帯、42.7%は非家族である。1人住まいは33.1%、10.7％は65歳以上の独居高齢者である。1世帯あたり2.48人、1家族あたり3.17人となっている。
年代別構成をみると、18歳未満28.4%、18歳から24歳まで11.4%、25歳から44歳まで30.1%、45歳から64歳まで19.1%、65歳以上10.9%となっている。年齢中央値は31歳である。女性100人に対し男性は93人、18歳以上の女性100人に対し男性88人である。
1世帯当たりの収入中央値は26,475ドルであり、1家族あたりでは30,762ドルとなる。男性は26,792ドル、女性は20,612ドルである。1人当たりの収入は13,439ドルである。約20%の家族と23.8%の人は貧窮線より下であり、18歳未満人口の31.8%、65歳以上人口の15.8%を含んでいる。

### セグリゲーション
ヨーク市は、人種や豊かさによって住む場所が分かれるセグリゲーションが生じている。国勢調査のデータを元に人種や所得で色分けした地図を見ると、ヨーク市中心部はアフリカ系アメリカ人やヒスパニック系ら人種的マイノリティーが住民の6割超を占める一方、市外は白人住民が多いことが示される。市中心部の世帯所得（中央値）は約2万2千ドル（約230万円）だが、市外は6万ドル（約628万円）以上の地域が広がる。

## 経済
今日のヨークはウエイトトレーニングやボディビルなどに使用されるバーベルの生産では中心地である。合衆国重量挙げ殿堂が市中にある。自動二輪車を製造するハーレーダビッドソンの工場がヨークにあり、同社の従業員のほぼ半数がここで雇用されている。
ヨークには、水力発電用タービンの主要メーカーが2社ある。ヴォイス・シーメンス・ハイドロ社とアメリカン・ハイドロ社である。どちらもその工場で数多くの部品を生産している。
ヨークに本社がある会社は、ヨーク・インターナショナル (York International) のジョンソン・コントロールズがあり、合衆国でも最大クラスの冷暖房空調設備メーカーである。
大きな百貨店の会社ザ・ボントン (The Bon-Ton) や建設会社キンズレー・コンストラクションもヨークに本社を置いている。スターバックスは全世界で4つの焙煎工場を持っているが、そのうちの1つがヨークにある。

## 文化

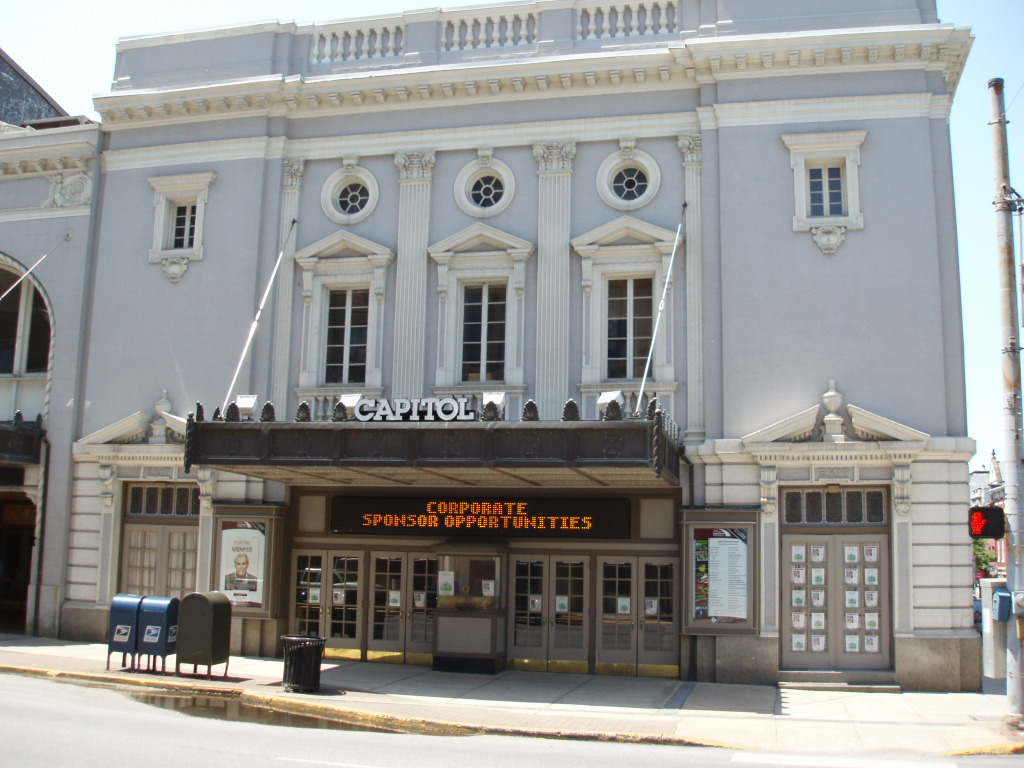
ストランド＝キャピトル・パフォーミング・アーツ・センター

ヨークにはストランド＝キャピトル・パフォーミング・アーツ・センターがある。これは国民的に賞賛された出し物をこの地域にもたらす役割を果たしている。最近の出演者にはケニー・G、ビル・コスビー、B・B・キング、ベラ・フレック、ジョージ・カーリンなどがいる。歴史的なキャピトル劇場では独立系や海外の映画を紹介しており、手に入りにくいが大変な賞賛を浴びた映画がヨークで（時にはサスケハナ渓谷）のみでの興行となる。最近新しくなったStrand-Capitol Performing Arts Centerからストランド・スタジオもできた。ここではジャズ&アコースチックの生演奏が公開で聴ける。
1787年に開設されたヨーク・カレッジ・オブ・ペンシルベニア (York College of Pennsylvania) がある。またビジュアル・アートのペン・ステート・ヨーク (Penn State York) やブラドリー・アカデミーがある。
歴史的なヨーク祭りはこの地方で最古と言われ、ルーツを探れば1765年まで遡れる。毎年9月にまるまる1週間とその前後の週末を合わせて10日間開催される。乗馬やゲーム、コンテストといったよくある祭りの呼び物の他にも、多くの（地域の）音楽家、例えばアラバマ、アーロン・カーター、グレッチェン・ウィルソン (Gretchen Wilson)、キャリー・アンダーウッド、トビー・キースやレーナード・スキナードを招待して、地域に認められている。
ヨーク郡ヘリテージ・トラスト (YCHT) は、非営利教育機関であり、収集品を保存したり歴史的な場所、美術館を使ってヨーク郡の人々に歴史や文化の探索の機会を提供している。YCHTは8か所の歴史的な場所を維持しており、ヨーク郡の300年にわたる豊かで変化に富んだ歴史を保存している。YCHTは1999年にヨーク郡歴史協会とヨーク郡農業産業博物館 (AIM) が合併して作られた。現在のYCHT歴史的場所には、ワーカースハウス（1875年頃）、ゴールデン・プラウ酒場（1741年頃）、バーネット・ボブ・ログハウス（1812年）、ボンハム・ハウス（1885年頃）、旧イースタン・マーケットハウス（1886年頃）が含まれている。1992年にAIMは6つの建物（1874年から1955年）よりなる複合産業史跡を購入した。そのうち3つの建物は改装されて、産業に関する収集品を納めている。YCHTは一年中様々な楽しいまた興味ある催しを主催している。

## 教育

### 高等教育
- ヨーク・カレッジ・オブ・ペンシルベニア（英語版）
- ペンシルベニア州立大学ヨーク校（英語版）

## スポーツ

### 野球
ヨーク市にはヨーク・レボルーション (York Revolution) という唯一のプロスポーツのチームがある。以前に在籍したヨーク・ホワイト・ロージズがいなくなって36年間の空白の後にレボルーションがその穴を埋めた。ヨーク・レボルーションは、植民地時代の歴史に因んで名付けられた（歴史の項参照）。ヨーク・レボルーションは近隣のランカスター市との間の好敵手関係を受け継ぐことになった。ホーム球場は、ヨークのアーチ通り近くに建設中のソブリン・バンク・スタジアム (Sovereign Bank Stadium) である。この球場には野球殿堂入りしたブルックス・ロビンソン三塁手を称える広場と銅像が造られる。ロビンソンはホワイト・ロージズで1955年にデビューした。ロビンソンは現在、ヨークにプロ野球チームを復活させる組織の特別アシスタントとアドバイザーを務めている。
ソブリン・バンク・スタジアムは完成すれば野球場では一番高いフェンスで有名になる。左翼フェンスの高さは11.4メートルとなり、ボストン・レッドソックスのホーム球場フェンウェイパークのグリーン・モンスターを超えることになる。

### アイスホッケー
ヨーク市にはプロのアイスホッケー・チームは無い。アメリカン・ホッケー・リーグ (AHL) のハーシー・ベアーズが市場の一つとしている。ハーシー・ベアーズの名前はチョコレートのハーシー社から取られている。

### 他のスポーツ
ヨークにはセミプロのフットボール・チーム、ヨーク・シルバー・ビュレッツがある。

## メディア
ヨークはサスケハナ渓谷 (Susquehanna Valley, ハリスバーグ/ランカスター/レバノン/ヨーク）メディア市場の一部である。この市場にある主要テレビ・ネットワークのローカル局の中で、Foxの電波を受けているWPMTが唯一ヨークにある。他には、ランカスターのWGAL (NBC)、ハリスバーグのWHTM-TV (ABC)、WHP-TV (CBS)、WLYH (CW) が視聴できる。ヨークの南方にあるボルチモア市場のテレビ局から受信している視聴者も多い。
ポップ・ミュージックのラジオ局WSBAは1960年代から1970年代にかけて、ヨークばかりではなく、ハリスバーグやランカスターからの聴取率を稼いだ。現在はニュース・トーク局となっており、サスケハナ放送の主要局である。本部はヨークにある。
ヨークは小さくはあるが日刊紙が2つあることでも特徴的である。ヨーク・デイリー・レコード紙 (York Daily Record) は月曜から土曜の朝刊、ザ・ヨーク・ディスパッチ紙 (The York Dispatch) は月曜から金曜の夕刊を発行している。ヨーク・サンデー・ニューズは唯一の日曜紙である。

## 交通
ヨークの公共交通機関は市内や近郷区間を網羅するバス（ラビット・トランジットRabbit Transit）である。ラビット・トランジットは、他の公共交通機関の例に漏れず収益の確保が困難な状況にはあるが、近年のガソリン価格の高騰を追い風にして、新しい顧客確保に努めている。グレイハウンド/トレイルウェイズの停車場がヨークにあり、そこからはグレイハウンド路線でハリスバーグ経由シラキュース、あるいはボルチモアおよびワシントンD.C.へ行ける。トレイルウェイズ路線 (Capitol Trailways) では、ランカスター経由フィラデルフィアおよびニューヨーク行きがある。
ヨークには商業空港がないので、ボルチモア・ワシントン国際空港を利用することになる。ハリスバーグ国際空港の利用も増える傾向にある。
ヨークの東40キロメートルのランカスターからはフィラデルフィア行きのアムトラックを利用できる。

## 姉妹都市
ヨークは公式に次の年と姉妹都市を結んでいる。

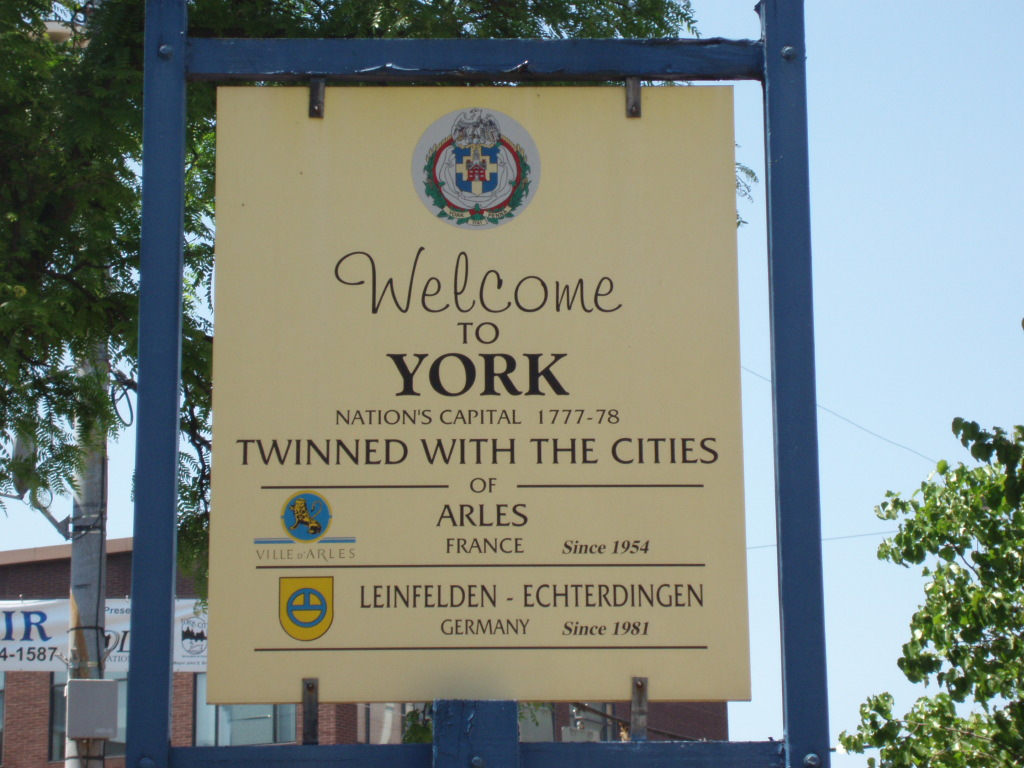
姉妹都市歓迎の看板

- - アルル、フランス 1954年から
- - ラインフェルデン＝エヒターディンゲン、ドイツ 1981年から

## 雑学
旧世界から持ち込まれたハットフィールド家とマッコイ家の争いの捩りで、ヨーク（白バラの市）の人々は近くのランカスター（赤バラの市）の人々とともにしばしばジョークを戦わせてきた。これは薔薇戦争(1455 - 1485) の紛争当事者がヨーク家（白バラ）とランカスター家（赤バラ）だったことによっている。
薔薇戦争オールスター・ゲームが毎年サンクスギビングデーの週にヨークで開催される。これはハイスクールのフットボール・ゲームであり、ヨーク＝アダムスとランカスター＝レバノンの各リーグから選抜された選手が出場する。
現在はハーシーで生産されているチョコレートは、1940年にヨークで創業したヨーク・ペパーミント・パティ (York Peppermint Patty) が始めたものである。
ニューヨーク・ワイヤ・カンパニー (New York Wire Company) はヨークにあり、アンプなしかつ楽器からのものではない音の出力で世界記録を持っている。毎年クリスマスイブにボイラーを使って圧力を上げ、続いて複数の管を通して放出することで音を出しており、原理的にはスライドホイッスルに似ている。この「音楽」の音は140 dBに達し、気象条件によって19から22 キロメートル離れた所でも聞こえる。夜半にかけて色々なクリスマス・ミュージックをさわりだけ演奏している。この伝統は1925年頃に始まったということである。
ストーファー・ビスケット・カンパニーは動物形クラッカーを生産し、大手ディスカウント店で売り上げを上げている。
ロックバンドのライブはヨーク出身である。